# Ereptonema articum
Ereptonema articum är en rundmaskart. Ereptonema articum ingår i släktet Ereptonema, och familjen Plectidae. Arten är reproducerande i Sverige.